# Hr.Ms. Zeehond (1932)
Hr.Ms. Zeehond was de Britse onderzeeboot HMS Sturgeon, indienstgesteld 15 december 1932, die in april 1943 door de Royal Navy tijdelijk uit dienst werd genomen voor groot onderhoud. Tijdens het groot onderhoud werd ze aan de Koninklijke Marine uitgeleend omdat ze wel personeel had, maar een tekort aan onderzeeboten. De onderzeeboot werd gebouwd door de Royal Navy Dockyard in Chatham in het Verenigd Koninkrijk.

## De Zeehond als HMS Sturgeon
Tijdens de Tweede Wereldoorlog voerde de Sturgeon voornamelijk patrouilles uit op de Noordzee. Tijdens deze patrouilles bracht ze de volgende schepen tot zinken:
- 20-11-1939 Duits trawler V-209 (428 ton)
- 02-09-1940 Duits troepentransportschip Pionier (3624 ton)
- 03-10-1940 Deens vrachtschip Sigrun (1337 ton)
- 06-10-1940 Noors vrachtschip Delfinus (1294 ton)
- 12-08-1942 Duits vrachtschip Boltenhagen (3335 ton)

Tijdens Operatie Chariot diende de HMS Sturgeon als navigatiebaken voor het flottielje van de HMS Campbeltown en zijn escorterende snelboten (ML's), motorkanonneerboten (MGB's) en motortorpedoboten (MTB's), voor de commando-overval op de havendokken van Saint-Nazaire, de raid op Saint-Nazaire.
Tijdens haar patrouilles op de Noordzee ondernam de Sturgeon drie pogingen een onderzeeboot tot zinken te brengen, maar alle drie de aanvallen mislukten. Bij één onderzeeboot was dit maar goed ook want het betrof de Britse onderzeeboot HMS Swordfish. De andere twee waren de Duitse onderzeeboten U 23 en U 43.

## De Zeehond tijdens WO II
Na het overdracht van de HMS Sturgeon aan de Nederlandse marine werd ze hernoemd tot Hr.Ms. Zeehond. Ze werd voornamelijk gebruikt voor ASW/ASDIC tests, hiervoor zou ze in eerste instantie overgeplaatst worden naar Canada, maar vanwege het slechte weer was haar brandstofgebruik hoger dan verwacht en moest ze terugkeren naar Schotland, waar ze de rest van de oorlog zou blijven. Van halverwege februari tot eind maart 1944 werd de Zeehond ingezet bij oorlogspatrouilles op de Noordzee. Tijdens een van deze patrouilles was haar opdracht het lokaliseren van de Tirpitz, wat niet lukte. Na deze oorlogspatrouilles bleef ze tot de overgave van Nazi-Duitsland in Dundee en werd ze weer gebruikt voor ASW/ASDIC tests.
Op 25 oktober 1944 bracht prinses Juliana een bezoek aan de Zeehond. Commandant van de onderzeeboot was luitenant-ter-zee 1e klasse Donald Theodoor baron Mackay (1910). 

Op 2 augustus 1945 vertrok de Zeehond naar Rotterdam om iets meer dan een maand later na de overgave van Japan weer terug te keren naar Dundee.

Na op 17 november 1945 te zijn teruggegeven aan de Britse marine werd ze in 1946 gerecycled in het Schotse Granton.